# The Vengeance of Galora
The Vengeance of Galora er en amerikansk stumfilm fra 1913.

## Medvirkende
- Claire McDowell som Galora
- Charles West
- Constance Johnson
- Harry Carey
- John T. Dillon